# Jean Gérard Diert de Kerkwerve

Wapen van de familie Diert de Kerkwerve

Jean-Gerard Diert de Kerkwerve (Brussel, 7 januari 1759 - 28 januari 1828) was een Zuid-Nederlands edelman.

## Levensloop
Jean-Gerard Diert was een zoon van Theodore Diert en van Jeanne van Campen, vrouwe van Kerkwerve. Zijn vader was licentiaat in de rechten en auditeur bij de Rekenkamer in Brussel.
Onder het ancien régime was Jean-Gerard heer van Kerkwerve. In 1817, onder het Verenigd Koninkrijk der Nederlanden, werd hij onder de naam Diert de Kerkwerve in de adelstand opgenomen met de titel baron, overdraagbaar bij eerstgeboorte en benoemd in de Ridderschap van de provincie Zuid-Brabant. Hij werd ook lid van de Provinciale Staten van Zuid-Brabant. 
Hij trouwde in 1791 met Marie-Barbe Osy de Zegwaart (1770-1844). Ze kregen zes dochters, van wie er vier adellijk trouwden. Hun enige zoon, Théodore Diert de Kerkwerve (1799-1862), trouwde met Jeanne de Pret de ter Veken (1808-1879). Het gezin bleef kinderloos, zodat de familie in mannelijke lijn in 1862 uitdoofde.
Diert had een neef, Jacques-Pierre Diert de Melissant, die in 1815 adelsverheffing bekwam en tot de (Noord-)Nederlandse adel behoorde. Deze tak doofde in 1902 uit.